# Японский сад (Сингапур)
Японский сад (англ. Japanese Garden) — парк в японском стиле на насыпном острове, расположенный в Западном регионе Сингапура, в районе Джуронг-Ист на водохранилище Джуронг. Основан компанией JTC Corporation в 1974 году.
Доступен бесплатно в любой день с шести утра до семи вечера. В сад можно попасть по мосту из Китайского сада. Вместе эти два парка известны как Джуронгские сады.
Сад выполнен в японском стиле периодов Муромати и Адзути-Момояма. В отличие от Китайского сада, Японский сад является более спокойным местом с аскетичным дизайном. Для спокойного отдыха здесь есть летний домик в японском стиле, возле небольшого пруда с карпами кои, украшенного каменными фонарями. Рядом находятся солнечные часы, изображающие планету Венера. Всего в Сингапуре десять солнечных часов, они были установлены в 2007 году, чтобы заинтересовать жителей наукой. Другие солнечные часы, изображающие Землю, можно найти в соседнем Китайском саду.
В саду много беседок и скамеек для спокойного отдыха, также можно найти детские площадки и роллер-дром.